# MICUM-Abkommen
Das MICUM-Abkommen ist ein aus sechs Einzelverträgen bestehendes Vertragswerk, das zwischen der französisch-belgischen Kontrollkommission für Fabriken und Bergwerke im besetzten Ruhrgebiet (Mission Interalliée de Contrôle des Usines et des Mines, MICUM) und der Ruhrindustrie abgeschlossen wurde. Die Verträge datieren zwischen dem 23. November 1923 und dem 3. September 1924.
Die MICUM-Abkommen ermöglichten die Wiederaufnahme der Arbeit in der Schwerindustrie im Ruhrgebiet, das nach seiner Besetzung am 11. Januar 1923 durch französisch-belgische Truppen aufgrund des passiven Widerstands der Bevölkerung wirtschaftlich stillstand. Die maßgeblich vom Industriellen Hugo Stinnes als Mitglied der Sechserkommission ausgehandelten Verträge bestimmten den Umfang der kostenlos an Frankreich zu liefernden Reparationskohle, der seit Beginn der Besetzung zu überweisenden Kohlensteuer sowie der Ausgleichszahlungen für französische Einnahmeverluste während des passiven Widerstands. Nicht eingebunden war Otto Wolff, dessen Firma in erster Linie ein Handelsunternehmen war. Dies war Grund genug, nicht die Sechserkommission zu unterstützen, sondern durch einen „Separatfrieden“ die Wiederaufnahme der Geschäftsbeziehungen mit Frankreich zu beschleunigen. Daneben wollte sich insbesondere der Krupp-Konzern nicht durch Hugo Stinnes vertreten lassen.
Der Sechserkommission des Bergbau-Vereins gehörten an: Albert Janus (Vorsitzender des Rheinisch-Westfälischen Kohlen-Syndikats), Peter Klöckner (Klöckner-Werke), Georg Lübsen (Gutehoffnungshütte), Otto von Velsen (Hibernia AG), Hugo Stinnes (u. a. Stinnes-Zechen in Essen, Dortmunder Union und Deutsch-Luxemburgische Bergwerks- und Hütten-AG), Albert Vögler (Deutsch-Luxemburgische Bergwerks- und Hütten-AG).
In politischer Hinsicht bedeuteten die Verträge eine Aufwertung der Rolle der rheinisch-westfälischen Schwerindustrie, die in einer für das Reich äußerst schwierigen Lage auf quasi zwischenstaatlicher Ebene mit Vertretern Frankreichs verhandelte. Sehr genau abgestimmt mit der deutschen Reichsregierung waren dabei alle Entscheidungen der Sechserkommission, nicht zuletzt mit der Hoffnung darauf, später die französischen Sach- und Geldforderungen aus Berlin erstattet zu bekommen. Verhaltensweisen wie jene von Otto Wolff hingegen gerieten leicht in den Ruch der Beförderung des rheinischen Separationsgedankens, doch ging es in seinem Fall vorrangig um eine Stabilisierung der wirtschaftlichen Situation und politischen Verhältnisse, wobei auch hier nichts ohne Einbindung von Personen der Reichsregierung geschah.
Die Reichsregierung erstattete der Ruhrindustrie 1925 für die während der Ruhrbesetzung an Frankreich bzw. Belgien erfolgten Kohlenlieferungen und Steuerzahlungen Gelder in Höhe von 700 Millionen Reichsmark.